# Acadêmicos do Prado
Acadêmicos do Prado é uma escola de samba de Nova Friburgo, no estado do Rio de Janeiro.

## História
A escola foi criada por dissidentes do Bloco Unidos do Prado, que se juntaram as escolas de samba Braunes Tradição e Acadêmicos das Braunes, a nova escola ocupou o seu lugar no carnaval friburguense.

## Segmentos

### Presidentes
| Nome               | Mandato        | Ref.  |
| ------------------ | -------------- | ----- |
| Hugo Reis da Silva | ? - atualidade | [ 1 ] |

### Presidentes de honra
| Nome           | Mandato | Ref. |
| -------------- | ------- | ---- |
| Antonio Carlos | ? - ?   |      |

### Diretores
| Ano  | Diretor de Carnaval | Diretor geral de harmonia | Mestre de bateria | Ref.  |
| ---- | ------------------- | ------------------------- | ----------------- | ----- |
| 2012 |                     |                           | Thiago Macumbinha | [ 1 ] |

### Coreógrafo
| Ano  | Nome | Ref. |
| ---- | ---- | ---- |
| 2017 |      |      |

### Casal de Mestre-sala e Porta-bandeira
| Ano  | Nome              | Ref.  |
| ---- | ----------------- | ----- |
| 2012 | Juliano e Daniele | [ 1 ] |

### Rainhas de bateria
| Período | Rainha       | Madrinha | Ref.  |
| ------- | ------------ | -------- | ----- |
| 2012    | Cristina Féu |          | [ 1 ] |

## Carnavais
| Ano  | Colocação | Enredo                                                                     | Carnavalesco    | Intérprete            | Ref         |
| ---- | --------- | -------------------------------------------------------------------------- | --------------- | --------------------- | ----------- |
| 2005 | 4º lugar  | Verde que te quero Vivo                                                    | Klayton Heller  | Pinguin               |             |
| 2007 | 5º lugar  | Um dos Caminhos que levam a ti... É um sorriso num só coração              | Paulo Schimidt  | Paulinho Guaraná      | [ 2 ]       |
| 2008 | 5º lugar  | Mente sã em corpo são! Mais vale a prevenção do que uma vida de destruição | Alfredo Fraga   | Paulinho Guaraná      | [ 2 ]       |
| 2009 | 5º lugar  | Vozes da África: O canto Yorubá, da criação do universo e dos elementos    | Alfredo Fraga   | Matheus Reis          | [ 3 ]       |
| 2010 | 4º lugar  | Ser diferente é normal, Apae célula viva do amor                           | Wendel Suet     | Matheus Reis          | [ 4 ]       |
| 2012 | 5º lugar  | Deus de todos os tempos, crinas de majestade Compositor:Francisco Martins  | Evandro Binelly | Matheus Reis da Silva | [ 5 ] [ 1 ] |
| 2013 |           |                                                                            |                 |                       |             |